# Piotr Graban

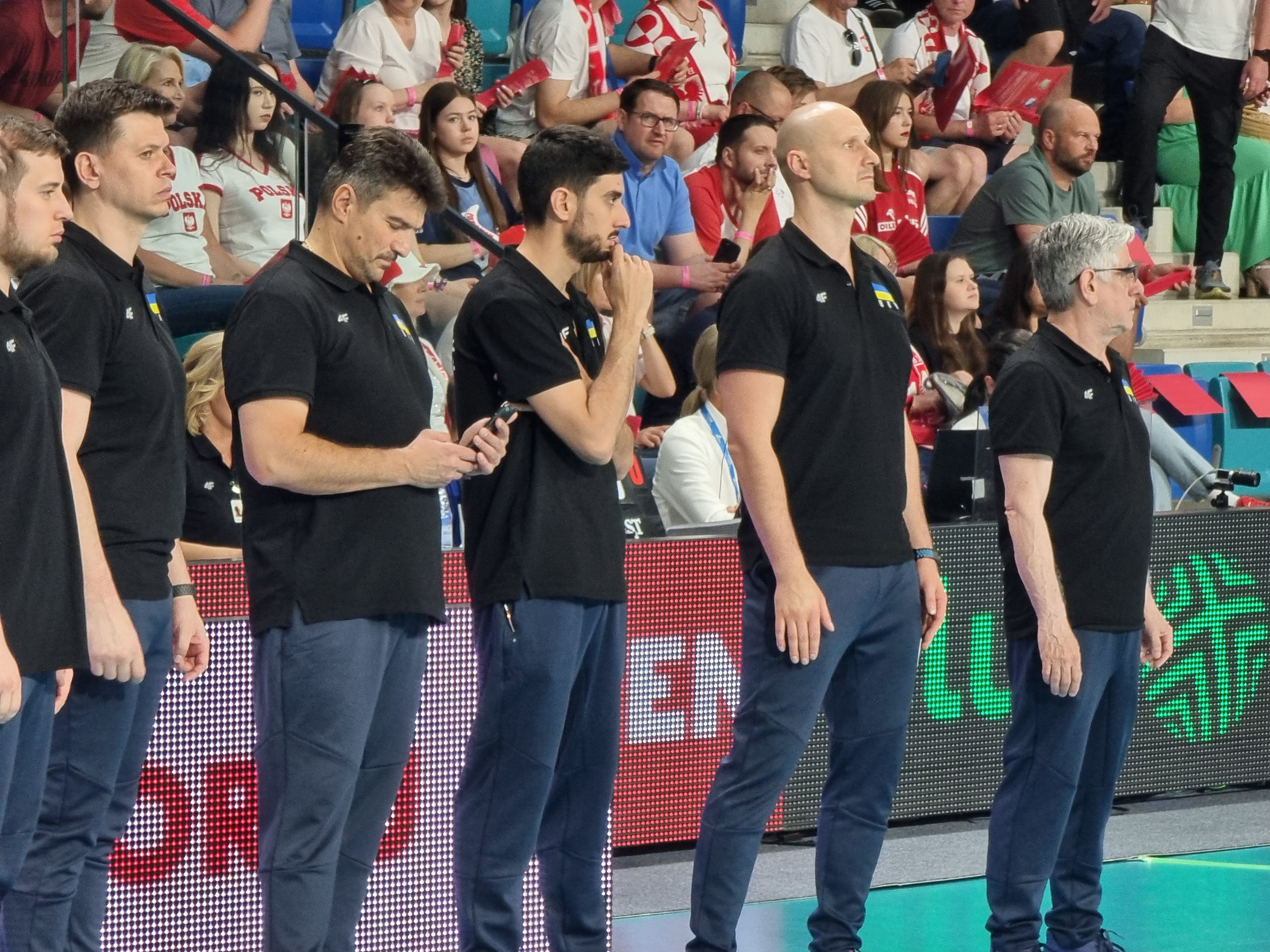
Piotr Graban asystentem trenera Raúla Lozano w reprezentacji Ukrainy w 2024 roku

Piotr Graban (ur. 13 października 1986 w Gdańsku) – polski trener siatkarski. Jeden z najbardziej utytułowanych trenerów młodego pokolenia w Polsce. Absolwent Akademii Wychowania Fizycznego i Sportu im. Jędrzeja Śniadeckiego w Gdańsku. Pierwszy kontakt z siatkówką jako trener miał w roku 2008, w klubie BAT Sierakowice. Kolejno zatrudniały go tak uznane kluby siatkówki kobiet, jak Gedania Gdańsk czy Atom Trefl Sopot. W sezonach 2016/2017 i 2017/2018 kontynuował swoją karierę trenerską poza granicami kraju, w angielskiej, męskiej drużynie IBB Polonia Londyn. W pierwszym roku zdobywając mistrzostwo, puchar Anglii jak i historyczne dotarł do 1/8 finału w europejskim Pucharze Challenge. W kolejnym sezonie jego podopieczni wywalczyli wicemistrzostwo kraju oraz zajęli 2 miejsce w Pucharze Anglii. Od sezonu 2018/2019 był asystentem jednego z najlepszych trenerów na świecie Andrei Anastasiego początkowo w Treflu Gdańsk oraz Verva Warszawa Orlen Paliwa, a obecnie w Projekcie Warszawa.
Propagator nowoczesnych metod coachingowych wspierających proces treningowy w piłce siatkowej. Założyciel strony na facebooku: Akademia Trenerów Siatkówki - Piotr Graban, gdzie dzieli się swoją wiedzą i doświadczeniami z innymi trenerami. Z wykształcenia trener, fizjoterapeuta oraz coach.
Kilkanaście lat temu brał udział w zawodach wędkarskich. Pierwszym sportem, który traktował bardziej na poważnie była szermierka. Ma o 3 lata starszego brata. Jego ojciec ma firmę jubilerską. Na jednym podwórku dorastał z Dariuszem Michalczewskim i z nim prowadził część pojedynków pięściarskich. Następnie wybrał grę w hokeja.

## Sukcesy
| Klub                                    | Funkcja   | Osiągnięcie                 | Trofeum               | Rok                  |
| Gedania Gdańsk (kobiety)                | I trener  | Mistrzostwa Polski Juniorek | złoto · srebro        | 2012, 2013 2010      |
| Gedania Gdańsk (kobiety)                | I trener  | Mistrzostwa Polski Kadetek  | złoto                 | 2013                 |
| Atom Trefl Sopot (kobiety)              | II trener | Liga polska                 | złoto · srebro · brąz | 2013 2015, 2016 2014 |
| Atom Trefl Sopot (kobiety)              | II trener | Puchar Polski               | złoto                 | 2015                 |
| Atom Trefl Sopot (kobiety)              | II trener | Puchar CEV                  | srebro                | 2015                 |
| IBB Polonia Londyn (mężczyźni)          | I trener  | Puchar Anglii               | złoto                 | 2017                 |
| IBB Polonia Londyn (mężczyźni)          | I trener  | Liga angielska              | złoto · srebro        | 2017 2018            |
| Verva Warszawa Orlen Paliwa (mężczyźni) | II trener | Liga polska                 | brąz                  | 2021                 |
| Projekt Warszawa (mężczyźni)            | I trener  | Puchar Challenge            |                       | 2024                 |
| Projekt Warszawa (mężczyźni)            | I trener  | Liga polska                 | brąz                  | 2024, 2025           |
| Reprezentacja Ukrainy                   | II trener | Liga Europejska             | złoto                 | 2024                 |